# Discogobio brachyphysallidos
Discogobio brachyphysallidos är en fiskart som beskrevs av Huang, 1989. Discogobio brachyphysallidos ingår i släktet Discogobio och familjen karpfiskar. Inga underarter finns listade i Catalogue of Life.